# Donkey Kong Jr. (gra komputerowa)
Donkey Kong Jr. – pierwsza gra z udziałem Donkey Konga Juniora, syna Donkey Konga oraz w której Mario jest głównym czarnym charakterem. Gra została wydana na NES-a oraz na automaty. Donkey Kong Jr. pojawił się także na NES Classic Edition.

## Fabuła
Mario porywa Donkey Konga. Celem Donkey Konga Juniora jest uratowanie ojca. Hydraulik postanawia to zadanie utrudnić, wyrzucając pułapki na goryle, ptaki i kulkowe prądy. 

## Plansze
- Plansza 1 (25m) – Donkey Kong Jr. musi dostać się na górę za pomocą lian. Czasami schodzą na dół żywe pułapki.
- Plansza 2 (50m) – D.K. Jr. wchodzi na sznury, korzystając z dwóch sterowników poruszającym się w przeciwne strony. Zadanie jest utrudnione, ponieważ lecą na niego ptaki.
- Plansza 3 (75m) – DK Jr. wspina się po 4-piętrowej budowli, na której znajdują się żywe 'kule prądowe'. Także w tej planszy gracz ma za zadanie wspiąć się jak najwyżej.
- Plansza 4 (100m) – Donkey Kong Jr. musi włączyć siedem brakujących składników, zniszczonych przez Mario. Po wbiciu wszystkich, gra rozpoczyna się od nowa, z wyższym poziomem trudności.